# M – Egy város keresi a gyilkost
Az M – egy város keresi a gyilkost (eredeti cím: M – eine Stadt sucht einen Mörder) 1931-es német expresszionista filmthriller Fritz Lang rendezésében. A forgatókönyvet Lang és Thea von Harbou készítette a német sorozatgyilkos,  Peter Kürten tettei alapján. 1931. május 11-én mutatták be Németországban. Magyarországon az M1 csatorna adta le 1996. január 9-én. A produkció többeket is megihletett, egy amerikai film (1951) David Wayne-nel, egy rádióműsor (2003) és egy képregénysorozat (1990) is készült belőle. 
A film két filmes listára is felkerült: az 1001 film, amit látnod kell, mielőtt meghalsz és a 101 horrorfilm, amit látnod kell, mielőtt meghalsz .

## Cselekmény
Berlinben egy sorozatgyilkost keresnek. Elsie Beckmann eltűnése után a rendőrség nagy erővel próbálja felderíteni a tettest. Mikor razziákat tartanak az ismert bűnözők között is, a Mackós összehívja a többieket, és saját szakállra keresést indítanak. Ezalatt a rendőrség megtalálja a tettes szobáját, és bizonyítékot gyűjtenek. Mikor a gyilkos új kiszemeltet keres, a lufiárus felismeri őt, és figyelmezteti egy barátját. A férfi hátára krétával felírják az "M" betűt (gyilkos németül), aki ezt észreveszi, elmenekül, és egy irodaépületben húzza meg magát.
A koldusok értesítik a Mackóst, és a bűnözők bejutnak a gyilkoshoz. Az egyik őr beindítja a riasztót, ami miatt olajra kell lépniük. Az egyik bűnöző, Franz hátramarad, és a rendőrség vallatására elismeri, hogy a gyilkost keresik. A bűnözők egy elhagyatott szeszfőzdébe mennek, ahol kenguru bíróságot állítanak fel. A gyilkos, akit Beckertnek hívnak, kap egy ügyvédet és egy rögtönzött esküdtszéket is. A férfi felrója a szemükre, hogy bűnözőként nincs joguk fölötte ítélkezni, és kéri, hogy adják át a rendőrségnek. Mikor a gengszterek éppen eltennék Beckertet láb alól, kiérkezik a rendőrség, és letartóztatja őket. Beckert hivatalos bírósági tárgyalást kap, a három halott gyermek anyja pedig sírva fakad, mert semmi nem hozza vissza a gyermekeiket, legyen az ítélet akármi.

## Szereplők
| Szerep                 | Színész              | Magyar hangja |
| ---------------------- | -------------------- | ------------- |
| Hans Beckert           | Peter Lorre          |               |
| Karl Lohmann felügyelő | Otto Wernicke        |               |
| a mackós               | Gustaf Gründgens     |               |
| Beckmann asszony       | Ellen Widmann        |               |
| Elsie Beckmann         | Inge Landgut         |               |
| Groeber felügyelő      | Theodor Loos         |               |
| Franz, a betörő        | Friedrich Gnaß       |               |
| a hamiskártyás         | Fritz Odemar         |               |
| a zsebtolvaj           | Paul Kemp            |               |
| a csaló                | Theo Lingen          |               |
| Beckert védője         | Rudolf Blümner       |               |
| vak lufiárus           | Georg John           |               |
| miniszter              | Franz Stein          |               |
| rendőrfőnök            | Ernst Stahl-Nachbaur |               |
| bűnügyi titkár         | Gerhard Bienert      |               |
| Damowitz, az éjjeli őr | Karl Platen          |               |
| a fogadós              | Rosa Valetti         |               |
| az utcalány            | Hertha von Walther   |               |

További magyar hangok: Gruber Hugó, Horányi László, Jakab Csaba, Kardos Gábor, Komlós András

## Fogadtatása
A Rotten Tomatoes 100%-ra minősítette a filmet 63 értékelés alapján, a konszenzus szerint: „Mérföldkőnek számító pszichológiai thriller megragadó fényképezéssel, mély gondolatokkal a modern társadalomról és Peter Lorre legjobb alakításával.” Bruce Blevin a New Republictól azt írta: „A film nem csupán briliánsan rendezett, és rengeteg olyan ihletett szereposztást tartalmaz, amiben a németek olyan jók, de Peter Lorre nagyszerű érzékkel és ihletett készséggel alakítja az őrült gyilkost.” Kevin Maher a Timestól azt írta: „Félj. Féljetek rendesen. Fritz Lang pályafutásának vagy bármelyik filmes korszaknak az  egyik legfelkavaróbb filmje.” Pauline Kael a New Yorkertől azt írta: „A pszichopatával való azonosulásunk annyira teljes, hogy nehéz elhinni, hogy miközben nappal Fritz Lang kamerái előtt szerepelt, éjszaka komédiásként játszott egy bohózatban.”